# 宝塚歌劇団100期生
宝塚歌劇団100期生（たからづかかげきだん100きせい）は、2012年4月に宝塚音楽学校に入学、2014年3月に同校を卒業後、宝塚歌劇団に入団した39名を指す。

## 概要
2012年の音楽学校の受験者数は924人、合格者40人、競争倍率23.1倍となった。
初舞台の演目は、月組公演「宝塚をどり／明日への指針／TAKARAZUKA 花詩集100!!」。
通常、初舞台生は口上とラインダンスのみの出演だが、宝塚歌劇100周年のこの年は、月組メンバーと共に100人で繰り広げられるラインダンスにも出演し、あわせて2場面への出演となった。
組まわりを経て2015年2月17日付で組配属となる。
新人公演主演（ヒロイン）経験者に聖乃あすか、風間柚乃、極美慎、星風まどか、華優希、音くり寿、桜庭舞、天彩峰里がいる。
バウホール公演主演（ヒロイン）経験者に聖乃あすか、一之瀬航季、風間柚乃、極美慎、星風まどか、天彩峰里がいる。
東上公演主演（ヒロイン）経験者に聖乃あすか、風間柚乃、星風まどか、華優希、音くり寿、天彩峰里がいる。
エトワール経験者に風間柚乃、星風まどか、音くり寿、桃歌雪、希良々うみ、羽織夕夏、桜庭舞、天彩峰里がいる。

## 主な生徒

### 現役
- 聖乃あすか：花組男役
- 極美慎：花組男役
- 風間柚乃：月組男役
- 天彩峰里：宙組娘役

### OG
- 星風まどか：元宙組・花組トップ娘役
- 華優希：元花組トップ娘役
- 音くり寿：元花組娘役
- 桜庭舞：元星組娘役

## 一覧
| 芸名       | 読み仮名        | 誕生日   | 出身地           | 出身校                     | 身長    | 愛称                         | 役柄      | 配属           | 退団年 | 備考                                           |
| ---------- | --------------- | -------- | ---------------- | -------------------------- | ------- | ---------------------------- | --------- | -------------- | ------ | ---------------------------------------------- |
| 蘭尚樹     | らん なおき     | 8月4日   | 京都府八幡市     | 府立東住吉高校             | 169cm   | まおまお、たんたん           | 男役      | 月組           | 2023年 |                                                |
| 音くり寿   | おと くりす     | 12月18日 | 埼玉県さいたま市 | 昭和女子大学附属昭和中学   | 160cm   | くり、くりす                 | 娘役      | 花組           | 2022年 |                                                |
| 星風まどか | ほしかぜ まどか | 11月11日 | 東京都国分寺市   | 国立音楽大学附属中学       | 162cm   | ちき、かなめっち             | 娘役      | 宙組→専科→花組 | 2024年 |                                                |
| 糸月雪羽   | いとつき ゆきは | 8月2日   | 兵庫県川西市     | 宣真高校                   | 160cm   | ふうか、ゆきは               | 娘役      | 花組           |        |                                                |
| 天彩峰里   | あまいろ みねり | 3月26日  | 兵庫県宝塚市     | 市立御殿山中学             | 164cm   | じゅり、じゅーりー           | 娘役      | 星組→宙組      |        |                                                |
| 羽織夕夏   | はおり ゆうか   | 7月28日  | 千葉県船橋市     | 和洋国府台女子高校         | 163cm   | なーこ、はおりん             | 娘役      | 雪組           | 2022年 |                                                |
| 優希しおん | ゆうき しおん   | 11月30日 | 大阪府岸和田市   | 四天王寺学園高校           | 169cm   | きよ、ゆいな                 | 男役      | 宙組           | 2023年 |                                                |
| 愛海ひかる | まなみ ひかる   | 10月20日 | 兵庫県西宮市     | 仁川学院高校               | 169cm   | あんな                       | 男役→娘役 | 宙組           | 2022年 | 妹は紀城ゆりや                                 |
| 風間柚乃   | かざま ゆの     | 5月1日   | 東京都品川区     | 青山学院高等部             | 169cm   | おだちん、ゆの               | 男役      | 月組           |        | 父は小達敏昭、伯母は夏目雅子、義伯母は田中好子 |
| 聖乃あすか | せいの あすか   | 1月19日  | 神奈川県横浜市   | 市立庄戸中学               | 170cm   | ほのか、あっすー             | 男役      | 花組           |        | 妹は水城あおい                                 |
| はる香心   | はるか こころ   | 12月27日 | 兵庫県西宮市     | 百合学院高校               | 164cm   | ミキカナ、ここ               | 娘役      | 宙組           | 2019年 |                                                |
| 桃歌雪     | ももか ゆき     | 9月10日  | 和歌山県和歌山市 | 和歌山大学教育学部附属中学 | 164cm   | ゆき                         | 娘役      | 月組           |        |                                                |
| 希沙薫     | きさ かおる     | 10月31日 | 埼玉県さいたま市 | 市立原山中学               | 168cm   | なおみ                       | 男役      | 星組           |        |                                                |
| 希良々うみ | きらら うみ     | 1月11日  | 岡山県倉敷市     | 県立倉敷天城高校           | 162cm   | ともか                       | 娘役      | 雪組           | 2024年 | 妹は星咲希                                     |
| 桜庭舞     | さくらば まい   | 6月28日  | 東京都町田市     | 相模女子大学高等部         | 164cm   | まい                         | 娘役      | 雪組→星組      | 2021年 |                                                |
| きらり杏   | きらり あん     | 12月11日 | 大阪府堺市       | 神戸松蔭高校               | 162cm   | りーか、ぴゃー               | 娘役      | 星組           | 2021年 |                                                |
| 朱紫令真   | あかし れいま   | 8月23日  | 長野県長野市     | 長野県屋代高校             | 172cm   | ゆうみん、あかっしー         | 男役      | 星組           | 2023年 |                                                |
| 二條華     | にじょう はな   | 4月6日   | 京都府京都市     | 府立朱雀高校               | 162cm   | なほ、はな                   | 娘役      | 星組           | 2025年 |                                                |
| 星加梨杏   | せいか りあん   | 11月30日 | 大阪府大阪市     | 市立木津中学               | 175cm   | リオ、せーか                 | 男役      | 雪組           | 2023年 |                                                |
| 蓮月りらん | はづき りらん   | 7月14日  | 長野県安曇野市   | 長野県松本深志高校         | 164cm   | りんだ                       | 娘役      | 星組           | 2019年 |                                                |
| 眞ノ宮るい | まのみや るい   | 1月8日   | 神奈川県横浜市   | 日本女子大学附属高校       | 170cm   | はい、るい                   | 男役      | 雪組           |        |                                                |
| 極美慎     | きわみ しん     | 7月26日  | 神奈川県横浜市   | 県立港北高校               | 174cm   | しん                         | 男役      | 星組→花組      |        |                                                |
| 華優希     | はな ゆうき     | 11月13日 | 京都府京都市     | 立命館高校                 | 162cm   | のぞみん                     | 娘役      | 花組           | 2021年 |                                                |
| 泉まいら   | いずみ まいら   | 4月22日  | 大分県臼杵市     | 県立情報科学高校           | 169cm   | べち子、かーべ               | 男役      | 花組           | 2025年 |                                                |
| 一之瀬航季 | いちのせ こうき | 3月15日  | 千葉県松戸市     | 県立柏中央高校             | 173cm   | はなこ、ぶっちゃん、ごえもん | 男役      | 花組           |        |                                                |
| 雪乃かさり | ゆきの かさり   | 10月30日 | 東京都世田谷区   | トキワ松学園高校           | 164cm   | かこ、かこっぺ               | 娘役      | 宙組           | 2019年 |                                                |
| 妃純凛     | ひすみ りん     | 2月22日  | 兵庫県宝塚市     | 夙川学院高校               | 163.5cm | レナ、みりん                 | 娘役      | 月組           |        | 父は太田幸司                                   |
| 琥南まこと | こなん まこと   | 6月1日   | 神奈川県横浜市   | 日本大学藤沢中学           | 173cm   | みさ                         | 男役      | 宙組           | 2022年 |                                                |
| 夏風季々   | なつかぜ きき   | 9月6日   | 東京都八王子市   | 玉川学園高等部             | 161cm   | つき、つきこ                 | 娘役      | 月組           | 2021年 |                                                |
| 奏音雅     | かなと みやび   | 5月16日  | 東京都杉並区     | 立教女学院高校             | 170cm   | たなち、みやび               | 男役      | 宙組           | 2017年 |                                                |
| 空城ゆう   | そらしろ ゆう   | 2月14日  | 神奈川県横浜市   | 捜真女学校高等学部         | 173cm   | がっち                       | 男役      | 月組           | 2024年 |                                                |
| 新斗希矢   | あらた ときや   | 3月3日   | 福井県あわら市   | 福井工業大学附属福井高校   | 175cm   | くどぅー、トキヤ             | 男役      | 月組           | 2017年 |                                                |
| ゆめ真音   | ゆめ まおと     | 2月21日  | 熊本県熊本市     | クラーク記念国際高校       | 169cm   | まおと                       | 男役      | 雪組           | 2021年 |                                                |
| 汐聖風美   | しおせ かざみ   | 8月21日  | 兵庫県芦屋市     | 小林聖心女子学院高校       | 172cm   | かざみ、すー                 | 男役      | 雪組           | 2021年 |                                                |
| 舞華みりあ | まいはな みりあ | 9月30日  | 山梨県笛吹市     | 山梨英和高校               | 160cm   | みりあ                       | 娘役      | 宙組           | 2018年 |                                                |
| 和礼彩     | かず れいさ     | 7月19日  | 佐賀県鳥栖市     | 佐賀女子高校               | 172cm   | トミー、かず                 | 男役      | 花組           |        |                                                |
| 舞希翼     | まいき つばさ   | 5月15日  | 兵庫県神戸市     | 市立向洋中学               | 168cm   | めぐ                         | 男役      | 花組           | 2017年 |                                                |
| 煌えりせ   | こう えりせ     | 5月28日  | 長野県中野市     | 長野日本大学中学           | 172cm   | えりせ、こう、いっちー       | 男役      | 星組           | 2024年 |                                                |
| 碧月れん   | あおつき れん   | 12月22日 | 熊本県熊本市     | ルーテル学院中学           | 172cm   | ゆま、れん                   | 男役      | 雪組           | 2016年 |                                                |